# 中村真規
中村 真規（なかむら まさき、1947年10月2日 - ）は、株式会社デジックの創業者で代表取締役社長であり、一般社団法人全国地域情報産業団体連合会（ANIA）の元会長。2012年から京都情報大学院大学の教授で、札幌サテライト長を務める。「IT企業実践論」の科目を受け持つ。

## 略歴
- 青山学院大学経営学部卒[3]
- 日本ユニシス株式会社（旧：バローズ株式会社）勤務[1]
- 1987年8月に株式会社デジックを札幌市に設立、代表取締役社長に就任[4]
- 2012年より京都情報大学院大学教授
- 北海道情報システム産業協会会長[5]、北海道コンピュータ関連産業健康保険組合理事長[6]
- ANIA理事[7]、元会長
- 日本IT団体連盟理事[6]

## 主な研究論文
- 「日本IT産業の課題と極東ロシアIT産業の可能性」、ロシア・ユーラシア経済〜研究と資料〜2008年1月号、ユーラシア研究所　NAID:40015794239 NCID:AN10443388